# 楽天少額短期保険
楽天少額短期保険株式会社（らくてんしょうがくたんきほけん、英: Rakuten SS Insurance Co., Ltd.）は、東京都港区に本社を置く日本の少額短期保険業者である。楽天生命保険の完全子会社。

## 沿革

### 前身
ペット販売大手の株式会社ワンニャン村（現・株式会社ペッツファースト）により2003年1月に有限会社ペットライフとして設立され、任意共済（無認可共済）「ワンニャン共済」の事業を開始した。
2006年4月の改正保険業法の施行 に伴い、2006年9月に特定保険業の届出を行う。その後2007年2月にUCC上島珈琲傘下のギフト販売大手のシャディが子会社化し、シャディもっとぎゅっと株式会社に商号変更した。
2008年3月に少額短期保険業登録が完了し、もっとぎゅっと少額短期保険株式会社に商号変更した。2010年3月からは保険商品のネット販売を開始した。
その後親会社であるシャディがUCCグループを離脱したため、2012年2月にUCCホールディングスの直接の子会社となった のち、2014年11月に国内独立系のベンチャーキャピタルであるキャス・キャピタルグループが全株式を取得した。2016年9月には愛媛県松山市に本社を置く同業のあんしんペット少額短期保険株式会社を吸収合併した。

### 楽天による子会社化
2018年3月、楽天はもっとぎゅっと少額短期保険の全株式を取得することを発表し、同月31日に楽天の完全子会社化が完了。5月1日に商号を楽天少額短期保険株式会社に変更した。
同年7月2日、楽天の保険中間持株会社である楽天インシュアランスホールディングス株式会社の設立に伴い、同社の完全子会社に移行した。また同時に楽天グループのブランドロゴが変更されたことに伴い、コーポレートロゴが「(R)楽天少額短期保険」から「Rakuten 楽天ペット保険」に変更されている。